# Riddick: Kronika temna
Riddick: Kronika temna (v originále The Chronicles of Riddick) je americký science fiction film, horor z roku 2004. Jedná se o pokračování filmu Černočerná tma. Režíroval jej David Twohy a v hlavních rolích hráli Vin Diesel, Karl Urban a Judi Dench.
The Chronicles of Riddick (bez podtitulu) je aktuální jméno filmu. Universal se však rozhodl, použít jej jako souhrnný název pro jakýkoli film, týkající se Riddicka. Proto bylo nové vydání Černočerná tma z roku 2004 (v originále Pitch Black) přejmenováno na The Chronicles of Riddick: Pitch Black (pouze na obalu, ve filmu zůstal původní název) a počítačová hra byla nazvána The Chronicles of Riddick: Escape from Butcher Bay, pokračování úspěšného titulu Escape from Butcher Bay se jmenuje The Chronicles of Riddick: Assault on Dark Athena.

## Obsah filmu
Hlavní hrdina Richard B. Riddick létá pět let po okrajových planetách na okraji naší galaxie a je stále hledán najatými žoldnéři, kteří jej chtějí dostat. Dostane se při svých cestách na planetu Helion, kde je vyspělá civilizace napadena armádou Necromongerů lorda Marshala.. Riddick je zajmut, uvržen do podzemního vězení, kde se potkává se svou známou Kyrou. Nakonec se střetne v rozhodujícím souboji s lordem Marshalem na jeho necromongerské lodi.

## Obsazení
| Herec                 | Role         |
| --------------------- | ------------ |
| Vin Diesel            | Riddick      |
| Colm Feore            | Lord Marshal |
| Thandie Newton        | Dame Vaako   |
| Judi Dench            | Aereon       |
| Karl Urban            | Vaako        |
| Alexa Davalos         | Kyra         |
| Linus Roache          | Purifier     |
| Yorick van Wageningen | Guv          |
| Nick Chinlund         | Toombs       |
| Keith David           | Imam         |
| Christina Cox         | Eve Logan    |